# یاسوو
یاسوو (به لاتین: Jasło) یک منطقهٔ مسکونی در لهستان است که در استان پودکارپاکیه واقع شده‌است.

## خصوصیات
یاسوو ۳۶٫۵۲ کیلومترمربع مساحت و ۳۶٬۶۴۱ نفر جمعیت دارد.

## خواهرخوانده
شهر ماکو (مجارستان) خواهرخواندهٔ یاسوو هست.